# قوجه‌سنان
قوجه‌سنان (به ترکی استانبولی: Kocasinan) یک منطقهٔ مسکونی در ترکیه است که در استان قیصریه واقع شده‌است.